# 阿夫勒库尔
阿夫勒库尔（法語：Avrecourt，法語發音：[avʁəkuʁ]）是法国上马恩省的一个市镇，属于朗格勒区。阿夫勒库尔曾于1972年与8个临近市镇合并为市镇瓦勒德默兹，后于2012年脱离瓦勒德默兹，再次成为一个独立的市镇。

## 地理
阿夫勒库尔（47°57'42"N, 5°32'16"E）面积7.63 平方千米，位于法国大東部大區上马恩省，该省份为法国东北部内陆省份，北起马恩省和默兹省，西接奥布省，西南接科多尔省，东南接上索恩省，东临孚日省。
与阿夫勒库尔接壤的市镇（或旧市镇、城区）包括：瓦勒德默兹、朗索尼耶尔、索尔克叙尔、巴西尼地区昂迪伊、默兹河畔达马尔坦。
阿夫勒库尔的时区为UTC+01:00、UTC+02:00（夏令时）。

## 行政
阿夫勒库尔的邮政编码为52140，INSEE市镇编码为52033。

## 政治
阿夫勒库尔所属的省级选区为波旁莱班县。

## 人口
阿夫勒库尔于2022年1月1日时的人口数量为113人。